# Triumviro
 (août 2009).
Si vous disposez d'ouvrages ou d'articles de référence ou si vous connaissez des sites web de qualité traitant du thème abordé ici, merci de compléter l'article en donnant les références utiles à sa vérifiabilité et en les liant à la section « Notes et références ».
Triumviro est un trio de rock français actif entre 2002 et 2010 (78 concerts, deux albums). La musique du groupe allie influences musicales anglo-saxonnes et textes en français. Son premier album, Journal Infirme, est paru en France en février 2006.

## Histoire
L'acte de naissance de Triumviro se situe en 2002 lorsque Fred Glais remplace Thomas Rousseau (bassiste, parolier, cofondateur) au sein du groupe Vertigo. Le groupe a alors déjà arpenté de nombreuses salles (La Maroquinerie, New Morning, La Scène, Nouveau Casino, Divan du Monde) et festivals en France et publié un autoproduit éponyme remarqué sur la scène rock indépendante,.
En 2003, le label NEMROD signe le trio et le pousse à changer de nom : "Vertigo" devient Triumviro, en référence au triumvirat, système politique doté de trois chefs.
Le premier album du groupe, Journal Infirme, paraît le 27 février 2006. Il a été enregistré et mixé entre décembre 2003 et novembre 2005 entre Paris et Rennes.
La même année, le groupe est sélectionné dans le cadre de la sélection Träce 2006 du Réseau92,.
Le groupe développe dès lors un double répertoire, électrique et acoustique pour promouvoir l'album et donne de nombreux concerts et festivals à travers la France, et notamment les premières parties de Jean-Louis Aubert, Sinclair, Maxime Le Forestier, William Sheller...
En 2007, Triumviro change de maison de disques et entame la production de son second album sur le label RDPC. L'enregistrement s'étale sur de nombreux mois et la sortie du disque est reportée à de nombreuses reprises. Un premier clip, réalisé par Lionel Hirlé extrait de l'album est tournée fin 2008.
Après de nombreuses péripéties, le premier extrait du second album, "Bison", est finalisé au printemps 2010. Mais l'album ne sera jamais distribué physiquement en France. À partir de 2010, le groupe arrête progressivement les concerts.
Le groupe ne s'est jamais officiellement séparé.

## Discographie
- Vertigo (2002) - Maxi 3 Titres
- Journal Infirme (2006) - LP 13 titres
- TRIUMVIRO (2010) - Unreleased

## Influences
Triumviro a été influencé par des groupes comme David Bowie, Les Beatles, Radiohead, Gainsbourg, Bashung, puis Deftones, Red Hot Chili Peppers, Queens of the Stone Age.